# Běštín
Běštín är en ort i Tjeckien.   Den ligger i regionen Mellersta Böhmen, i den centrala delen av landet, 40 km sydväst om huvudstaden Prag. Běštín ligger 396 meter över havet och antalet invånare är 291.
Terrängen runt Běštín är kuperad söderut, men norrut är den platt. Runt Běštín är det ganska glesbefolkat, med 38 invånare per kvadratkilometer. Närmaste större samhälle är Příbram, 13,0 km söder om Běštín. I omgivningarna runt Běštín växer i huvudsak blandskog.